# ذراع المصيبيح

تعديل مصدري - تعديل

ذراع المصيبيح هي إحدى قرى عزلة القارة بمديرية رصد التابعة لمحافظة أبين، بلغ تعداد سكانها 20 نسمة حسب تعداد اليمن لعام 2004.